# Melinda kangdingensis
Melinda kangdingensis este o specie de muște din genul Melinda, familia Calliphoridae, descrisă de Chen și Fan în anul 1993.
Este endemică în Sichuan. Conform Catalogue of Life specia Melinda kangdingensis nu are subspecii cunoscute.